# ASB Classic 2019 - Qualificazioni singolare femminile
Le qualificazioni del singolare femminile dell'ASB Classic 2019 sono state un torneo di tennis preliminare per accedere alla fase finale della manifestazione. Le vincitrici dell'ultimo turno sono entrate di diritto nel tabellone principale. In caso di ritiro di una o più giocatrici aventi diritto, a queste sono subentrate le lucky loser, ossia le giocatrici che hanno perso nell'ultimo turno ma che avevano una classifica più alta rispetto alle altre partecipanti che avevano comunque perso nel turno finale.
Il torneo segna l'esordio nel circuito WTA della tennista polacca e futura vincitrice slam Iga Swiatek

## Teste di serie
1. Laura Siegemund (ultimo turno, lucky loser)
2. Claire Liu (secondo turno)
3. Ysaline Bonaventure (secondo turno)
4. Jil Teichmann (primo turno)

1. Bianca Andreescu (qualificata)
2. Han Xinyun (primo turno)
3. Arina Rodionova (primo turno)
4. Danielle Lao (ultimo turno)

## Qualificate
1. Bianca Andreescu
2. Jana Čepelová

1. Bibiane Schoofs
2. Sílvia Soler Espinosa

### Lucky loser
1. Laura Siegemund

## Tabellone qualificazioni

### Legenda
| - Q = Qualificato - WC = Wild card - LL = Lucky loser | - ALT = Alternate - SE = Special Exempt - PR = Protected Ranking | - w/o = Walkover - r = Ritirato - d = Squalificato |

### Sezione 1
|  | Primo turno    | Primo turno        | Primo turno        | Primo turno | Primo turno |  |  | Secondo turno | Secondo turno    | Secondo turno    | Secondo turno    | Secondo turno |   |   | Ultimo turno | Ultimo turno    | Ultimo turno | Ultimo turno | Ultimo turno |  |
|  |                |                    |                    |             |             |  |  |               |                  |                  |                  |               |   |   |              |                 |              |              |              |  |
|  | 1              | Laura Siegemund    | Laura Siegemund    | 6           | 6           |  |  |               |                  |                  |                  |               |   |   |              |                 |              |              |              |  |
|  |                | Sabrina Santamaria | Sabrina Santamaria | 3           | 4           |  |  | 1             | Laura Siegemund  | 4                | 6                | 6             |   |   |              |                 |              |              |              |  |
|  | Ellen Perez    | Ellen Perez        | Ellen Perez        | 6           | 6           |  |  |               | Ellen Perez      | 6                | 4                | 0             |   |   |              |                 |              |              |              |  |
|  | Alexa Guarachi | Alexa Guarachi     | Alexa Guarachi     | 2           | 4           |  |  |               |                  |                  |                  |               |   |   | 1            | Laura Siegemund | 6            | 3            | 3            |  |
|  | Varvara Flink  | Varvara Flink      | Varvara Flink      | 63          | 3           |  |  |               |                  | 5                | Bianca Andreescu | 3             | 6 | 6 |              |                 |              |              |              |  |
|  | Jaimee Fourlis | Jaimee Fourlis     | Jaimee Fourlis     | 7           | 6           |  |  |               | Jaimee Fourlis   | Jaimee Fourlis   | 5                | 1             |   |   |              |                 |              |              |              |  |
|  |                | Kristína Kučová    | Kristína Kučová    | 2           | 0           |  |  | 5             | Bianca Andreescu | Bianca Andreescu | 7                | 6             |   |   |              |                 |              |              |              |  |
|  | 5              | Bianca Andreescu   | Bianca Andreescu   | 6           | 6           |  |  |               |                  |                  |                  |               |   |   |              |                 |              |              |              |  |

### Sezione 2
|  | Primo turno    | Primo turno    | Primo turno    | Primo turno | Primo turno |  |  | Secondo turno | Secondo turno | Secondo turno | Secondo turno | Secondo turno |   |   | Ultimo turno | Ultimo turno | Ultimo turno | Ultimo turno | Ultimo turno |  |
|  |                |                |                |             |             |  |  |               |               |               |               |               |   |   |              |              |              |              |              |  |
|  | 2              | Claire Liu     | Claire Liu     | 6           | 6           |  |  |               |               |               |               |               |   |   |              |              |              |              |              |  |
|  |                | Anna Zaja      | Anna Zaja      | 2           | 2           |  |  | 2             | Claire Liu    | 6             | 5             | 2             |   |   |              |              |              |              |              |  |
|  | WC             | Elys Ventura   | Elys Ventura   | 2           | 2           |  |  |               | Iga Świątek   | 3             | 7             | 6             |   |   |              |              |              |              |              |  |
|  |                | Iga Świątek    | Iga Świątek    | 6           | 6           |  |  |               |               |               |               |               |   |   | Iga Świątek  | Iga Świątek  | 2            | 6            | 4            |  |
|  | Jamie Loeb     | Jamie Loeb     | Jamie Loeb     | 6           | 6           |  |  |               |               | Jana Čepelová | Jana Čepelová | 6             | 4 | 6 |              |              |              |              |              |  |
|  | Abigail Spears | Abigail Spears | Abigail Spears | 4           | 1           |  |  | Jamie Loeb    | Jamie Loeb    | Jamie Loeb    | 3             | 5             |   |   |              |              |              |              |              |  |
|  |                | Jana Čepelová  | Jana Čepelová  | 6           | 6           |  |  | Jana Čepelová | Jana Čepelová | Jana Čepelová | 6             | 7             |   |   |              |              |              |              |              |  |
|  | 6              | Han Xinyun     | Han Xinyun     | 2           | 3           |  |  |               |               |               |               |               |   |   |              |              |              |              |              |  |

### Sezione 3
|  | Primo turno         | Primo turno         | Primo turno     | Primo turno | Primo turno |  |  | Secondo turno | Secondo turno       | Secondo turno    | Secondo turno   | Secondo turno   |   |   | Ultimo turno        | Ultimo turno        | Ultimo turno        | Ultimo turno | Ultimo turno |  |
|  |                     |                     |                 |             |             |  |  |               |                     |                  |                 |                 |   |   |                     |                     |                     |              |              |  |
|  | 3                   | Ysaline Bonaventure | 6               | 4           | 6           |  |  |               |                     |                  |                 |                 |   |   |                     |                     |                     |              |              |  |
|  |                     | Katherine Sebov     | 4               | 6           | 3           |  |  | 3             | Ysaline Bonaventure | 5                | 6               | 65              |   |   |                     |                     |                     |              |              |  |
|  | Beatriz Haddad Maia | Beatriz Haddad Maia | 3               | 6           | 6           |  |  |               | Beatriz Haddad Maia | 7                | 4               | 7               |   |   |                     |                     |                     |              |              |  |
|  | Kaja Juvan          | Kaja Juvan          | 6               | 4           | 2           |  |  |               |                     |                  |                 |                 |   |   | Beatriz Haddad Maia | Beatriz Haddad Maia | Beatriz Haddad Maia | 6            | 2            |  |
|  | WC                  | Valentina Ivanov    | 4               | 6           | 6           |  |  |               |                     | Bibiane Schoofs  | Bibiane Schoofs | Bibiane Schoofs | 7 | 6 |                     |                     |                     |              |              |  |
|  | WC                  | Paige Mary Hourigan | 6               | 3           | 3           |  |  | WC            | Valentina Ivanov    | Valentina Ivanov | 4               | 0               |   |   |                     |                     |                     |              |              |  |
|  |                     | Bibiane Schoofs     | Bibiane Schoofs | 6           | 6           |  |  |               | Bibiane Schoofs     | Bibiane Schoofs  | 6               | 6               |   |   |                     |                     |                     |              |              |  |
|  | 7                   | Arina Rodionova     | Arina Rodionova | 3           | 3           |  |  |               |                     |                  |                 |                 |   |   |                     |                     |                     |              |              |  |

### Sezione 4
|  | Primo turno     | Primo turno           | Primo turno           | Primo turno | Primo turno |  |  | Secondo turno         | Secondo turno         | Secondo turno | Secondo turno | Secondo turno |   |   | Ultimo turno | Ultimo turno          | Ultimo turno | Ultimo turno | Ultimo turno |  |
|  |                 |                       |                       |             |             |  |  |                       |                       |               |               |               |   |   |              |                       |              |              |              |  |
|  | 4               | Jil Teichmann         | Jil Teichmann         | 4           | 3           |  |  |                       |                       |               |               |               |   |   |              |                       |              |              |              |  |
|  |                 | Sílvia Soler Espinosa | Sílvia Soler Espinosa | 6           | 6           |  |  | Sílvia Soler Espinosa | Sílvia Soler Espinosa | 2             | 6             | 7             |   |   |              |                       |              |              |              |  |
|  |                 | Alexandra Panova      | Alexandra Panova      | 6           | 6           |  |  | Alexandra Panova      | Alexandra Panova      | 6             | 4             | 5             |   |   |              |                       |              |              |              |  |
|  | WC              | Erin Routliffe        | Erin Routliffe        | 2           | 3           |  |  |                       |                       |               |               |               |   |   |              | Sílvia Soler Espinosa | 3            | 7            | 6            |  |
|  | Asia Muhammad   | Asia Muhammad         | 6                     | 1           | 6           |  |  |                       |                       | 8             | Danielle Lao  | 6             | 5 | 3 |              |                       |              |              |              |  |
|  | Lesley Kerkhove | Lesley Kerkhove       | 2                     | 6           | 2           |  |  |                       | Asia Muhammad         | 7             | 1             | 6(1)          |   |   |              |                       |              |              |              |  |
|  |                 | Astra Sharma          | 3                     | 6           | 67          |  |  | 8                     | Danielle Lao          | 5             | 6             | 7             |   |   |              |                       |              |              |              |  |
|  | 8               | Danielle Lao          | 6                     | 3           | 7           |  |  |                       |                       |               |               |               |   |   |              |                       |              |              |              |  |